# Ikait-søjler
Ikait-søjler eller Ikka-søjler dannes i Ikkafjorden i Sydgrønland af mineralet ikait (CaCO3 – 6H2O). 
Der findes omkring tusind søjler i alle former og størrelser i fjorden.

## Dannelse
Søjlerne dannes, når regnvand møder saltvand på følgende måde:
Omkring fjorden er der nogle udslukte vulkaner, som under regnvejr opsamler nedbøren, der efterfølgende siver ned i klippen. Her opløser vandet mineralerne i klippen ved gennemsivningen.
Når vandet med de opløste mineraler siver under fjorden, bliver vandet presset opad af de efterfølgende vandmængder, og ved kontakt med det saltholdige vand i fjorden bliver mineralerne udskilt som ikait, som er en form for meget vandholdig kalk.
Det mineralholdige vand er lettere end det omgivende saltvand og stiger derfor opad med en samtidig udskillelse af ikait, der danner hule søjler, en form for omvendte drypsten, som har en vækstrate på ca. en halv meter om året.
Søjlerne kan blive 10 til 22 meter høje, og alle slutter mindst to meter fra fjordens overflade, idet vinterisen knækker toppen af dem. 